# Double Deal
Pour plus de détails, voir Fiche technique et Distribution.
Double Deal est un film australien réalisé par Brian Kavanagh, sorti en 1983.

## Synopsis
En Australie, Christine, mannequin trentenaire, se morfond auprès de son mari Peter, sexagénaire et richissime homme d'affaires. Tout change pour elle avec l'irruption dans sa vie d'un mystérieux et sensuel jeune homme qui, un jour, l'aborde au volant de la Rolls qu'il vient de voler : Christine tombe dans les bras du bel inconnu. Avant de s'enfuir ensemble, ils mettent à sac la maison de Christine. Puis, déguisés en clowns, ils dévalisent un bureau de poste. Mais Peter n'est peut-être pas étranger à cette échappée de sa femme à la Bonnie and Clyde… 

## Fiche technique
- Titre original : Double Deal
- Réalisation : Brian Kavanagh
- Scénario : Brian Kavanagh
- Direction artistique : Jill Eden
- Décors : Jill Eden
- Costumes : Pat Forster, Anna Jakab
- Photographie : Ross Berryman
- Son : John Philips
- Montage : Tim Lewis
- Musique : Bruce Smeaton
- Production : Lynn Barker, Brian Kavanagh
- Sociétés de production : Filmco Limited, Rychemond Film, TGP Group
- Sociétés de distribution : Roadshow Entertainment (Australie), The Samuel Goldwyn Company (États-Unis)
- Budget : 1 million $AU
- Pays d'origine :  Australie
- Langue originale : anglais
- Format : 35 mm — couleur — 2.35:1 Panavision — son Dolby
- Genre : thriller
- Durée : 90 minutes
- Date de sortie :  15 septembre 1983

## Distribution
- Louis Jourdan : Peter Sterling
- Angela Punch McGregor : Christine Sterling
- Diane Craig : June Stevens
- Warwick Comber : le jeune homme
- Peter Cummins : le détective Mills
- Bruce Spence : Doug Mitchell
- June Jago : Madame Coolidge
- Kerry Walker : Sibyl Anderson
- Joan Letch : Maman
- Danee Lindsay : la jeune secrétaire de Peter

## Tournage
- Extérieurs : Melbourne (Australie)